# Eduard Züblin
Eduard Züblin (* 11. März 1850 in Castellammare di Stabia, Italien; † 25. November 1916 in Zürich) war ein Ingenieur bzw. Bauingenieur und Bauunternehmer. Er gilt als bedeutender Pionier des Eisenbetons und war Begründer der Stuttgarter Baufirma Ed. Züblin AG.

## Leben
1850 in Italien geboren und gelernter Maschinenbauer, machte er 1895 Bekanntschaft mit dem neuen Baustoff und war sofort fasziniert und begeistert von dessen Möglichkeiten. Im Jahre 1880 heiratete er Lina Bolte aus Hannover. Das Ehepaar hatte drei Kinder: Friedrich (genannt Fritz, 1882–1930), Margarethe (1884–1956, verheiratete Schürch) und Robert (1888–1928).
Im Jahr 1898 gründete Züblin in Strassburg sein «Ingenieur-Bureau für Cement-Eisenconstructionen». Nach ersten eigenen Versuchen übernahm er in Strassburg die Generalvertretung für das Eisenbeton-System des Franzosen François Hennebique, einer damals völlig neuen monolithischen Bauweise aus Beton und Eisen. Vor allem die Tragfähigkeit und Feuersicherheit verhalfen dieser Bauweise zu einem schnellen Durchbruch.

## Bauen mit Eisenbeton
Als Ingenieur entwickelte Züblin das Bauen mit Eisenbeton entscheidend weiter, als Unternehmer erschloss er diesem Baustoff immer neue Einsatzgebiete. So baute er kühne Bogenbrücken aus Beton, ließ sich die Idee einer weitgespannten Hohlkörperdecke patentieren, konstruierte Shedkonstruktionen für Hallenbauten, erfand eine neue Bauweise für Schwimmbecken und rammte die ersten Eisenbetonpfähle in Deutschland.
Schon in den ersten Jahren entwickelte sich dann das Unternehmen mit dem Bau von Industriebauten (Strassburg, Mühlhausen, Leipzig), Volksbädern (Strassburg, Colmar, Markirch), Brücken (Schweiz, Elsass, Lothringen, Deutschland) und Pfahlgründungen (Hamburg, Metz, Triest) stürmisch und erfolgreich. Bereits 1899 wurde auch der erste Auslandsauftrag ausgeführt, eine Tuchmanufaktur in der Nähe von Riga.
Bei Ausbruch des Ersten Weltkriegs existierten Niederlassungen in Basel, Brüssel, Duisburg, Kehl, Mailand, Paris, Riga, Stuttgart, Wien und Zürich. Herausragend in dieser Zeit waren 1902 die Fundamentierung des Hamburger Hauptbahnhofs auf 800 Eisenbetonpfählen und der bis heute verkehrstüchtige Langwieser Viadukt der Bahnstrecke Chur–Arosa in der Schweiz aus dem Jahre 1912, mit 100 m Bogenstützweite seinerzeit die höchste und am weitesten gespannte Brücke aus Eisenbeton weltweit.
1916 starb Eduard Züblin, noch bevor die Rettung des einsturzgefährdeten Turms des Straßburger Münsters vollendet war, die durch die Unterfangung eines Turmpfeilers und die dauerhafte Sanierung des morschen Pfeilerfundamentes gelang.
Heute zählt die Ed. Züblin AG in Stuttgart zu den weltweit tätigen, großen deutschen Bauunternehmungen mit Niederlassungen, Werken und Beteiligungsgesellschaften in Deutschland und im Ausland. Züblin gehört mehrheitlich zum Konzern der Strabag SE.